# Dispositif d'invalidation

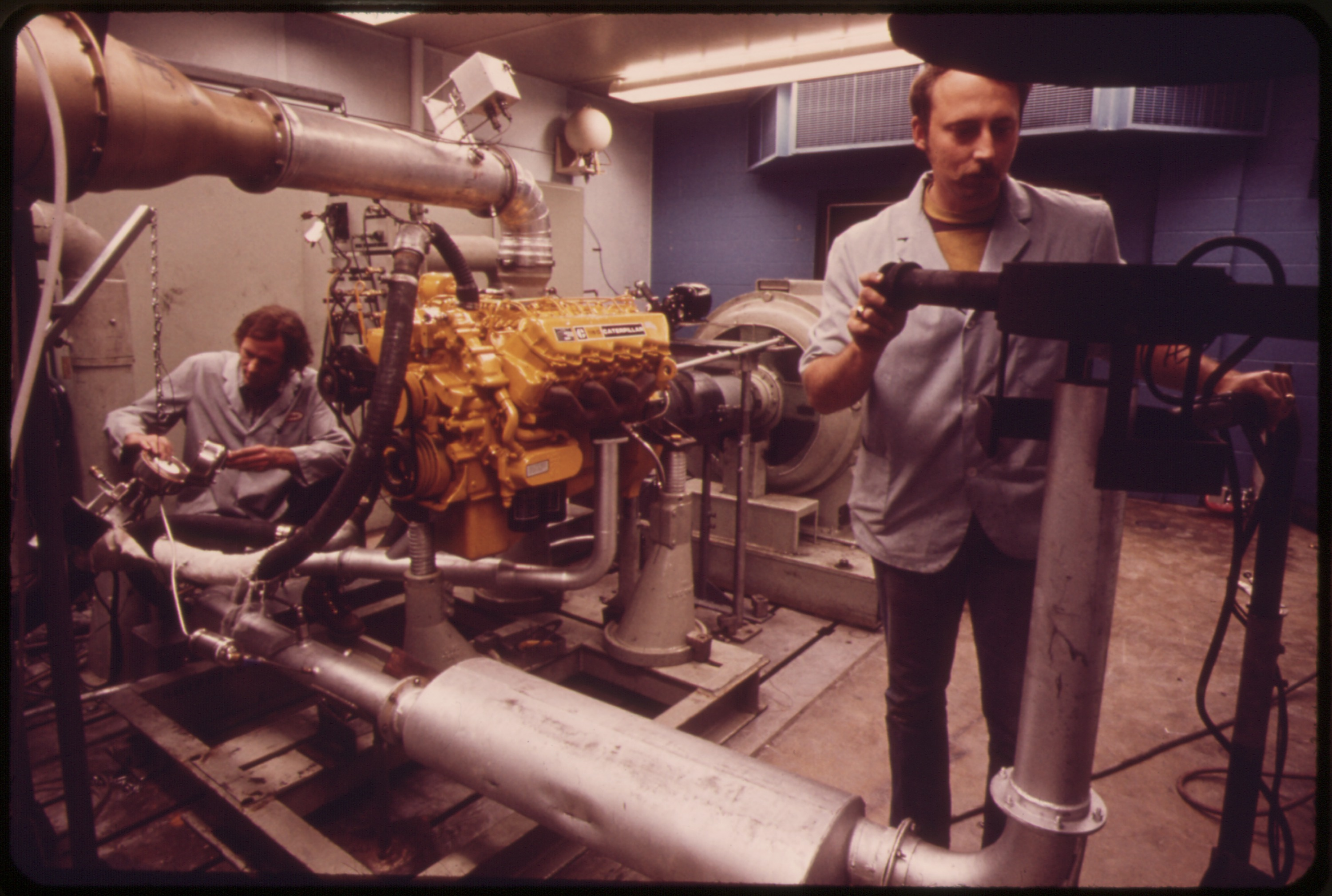
Essais de l'EPA, Ann Arbor, Michigan, 1973.

Dans le domaine de l'automobile, un dispositif d'invalidation est un concept juridique définissant un dispositif permettant de réduire de manière indue l'efficacité du système de contrôle des émissions d'un véhicule. Ce type de dispositif est interdit par une directive européenne de 2007 et par l'United States Environmental Protection Agency (EPA) et par l'additif règlement technique mondial n° 15: Procédure d’essai mondiale harmonisée en ce qui concerne les émissions des voitures particulières et véhicules utilitaires légers.
La version anglophone du terme (defeat device) provient du Clean Air Act, élément de la réglementation législative des États-Unis. Elle se réfère à tout ce qui empêche un système de contrôle des émissions de fonctionner. L'EPA a entrepris des actions visant à faire respecter cette interdiction par les compagnies qui ont délibérément, par erreur ou par négligence, permis à des dispositifs d'invalidation d’interférer avec les contrôles de pollution notamment dans les usines électriques et les véhicules à moteur. Les éléments de seconde monte et les accessoires, tels que des modifications de composants du système de propulsion, qui affectent les émissions, sont considérés comme des dispositifs d’invalidation.

## Dénomination
Dans le règlement CEE-ONU 83, le terme defeat device était traduit par dispositif de manipulation.

« Par «dispositif de manipulation», tout élément de construction qui mesure la température, la vitesse du véhicule, le régime moteur (tours par minute), le rapport de transmission, la dépression à l’admission ou d’autres paramètres en vue d’activer, de moduler, de retarder ou de désactiver le fonctionnement d’un composant du système antipollution, qui réduit l’efficacité dudit système dans des conditions que l’on peut raisonnablement s’attendre à rencontrer dans des circonstances normales de fonctionnement et d’utilisation du véhicule. Un tel élément de construction peut ne pas être considéré comme un dispositif de manipulation:
2.16.1 Si la nécessité de ce dispositif est justifiée pour protéger le moteur contre des dommages ou accidents et pour assurer la sécurité de fonctionnement du véhicule; ou
2.16.2 Si ce dispositif ne fonctionne pas au-delà des exigences liées au démarrage du moteur; ou
2.16.3 Si les conditions sont fondamentalement incluses dans les procédures d’essai du type I ou du type VI; »

— règlement CEE-ONU 83

« L’utilisation d’un dispositif de manipulation est interdite. »

— règlement CEE-ONU 83
Dans les nouveaux règlements (GTR-15), il est traduit par dispositif d'invalidation.

« Par «dispositif d’invalidation» tout élément de conception qui prend en compte la température, la vitesse du véhicule, le régime moteur (tours par min), le rapport de transmission, la dépression à l’admission ou d’autres paramètres en vue d’activer, de moduler, de retarder ou de désactiver le fonctionnement d’un élément du système antipollution, avec pour effet de réduire l’efficacité de ce système dans les conditions normalement susceptibles d’être rencontrées dans le fonctionnement et l’usage normaux du véhicule. Un tel élément de conception, toutefois, peut dans certains cas ne pas être considéré comme un dispositif d’invalidation, à savoir:
a) Si la nécessité de ce dispositif pour protéger le moteur contre des avaries ou accidents et pour assurer la sécurité de fonctionnement du véhicule est démontrée; ou
b) Si ce dispositif ne fonctionne pas en dehors des conditions nécessaires pour le démarrage du moteur; ou
c) Si les conditions pertinentes sont essentiellement prises en compte dans les procédures d’essai de type 1. »

— Règlement technique mondial 15: Procédure d’essai mondiale harmonisée en ce qui concerne les émissions des voitures particulières et véhicules utilitaires légers

« L’utilisation de tout dispositif d’invalidation est interdite »

— Règlement technique mondial 15: Procédure d’essai mondiale harmonisée en ce qui concerne les émissions des voitures particulières et véhicules utilitaires légers

## Chronologies

### Années 1970

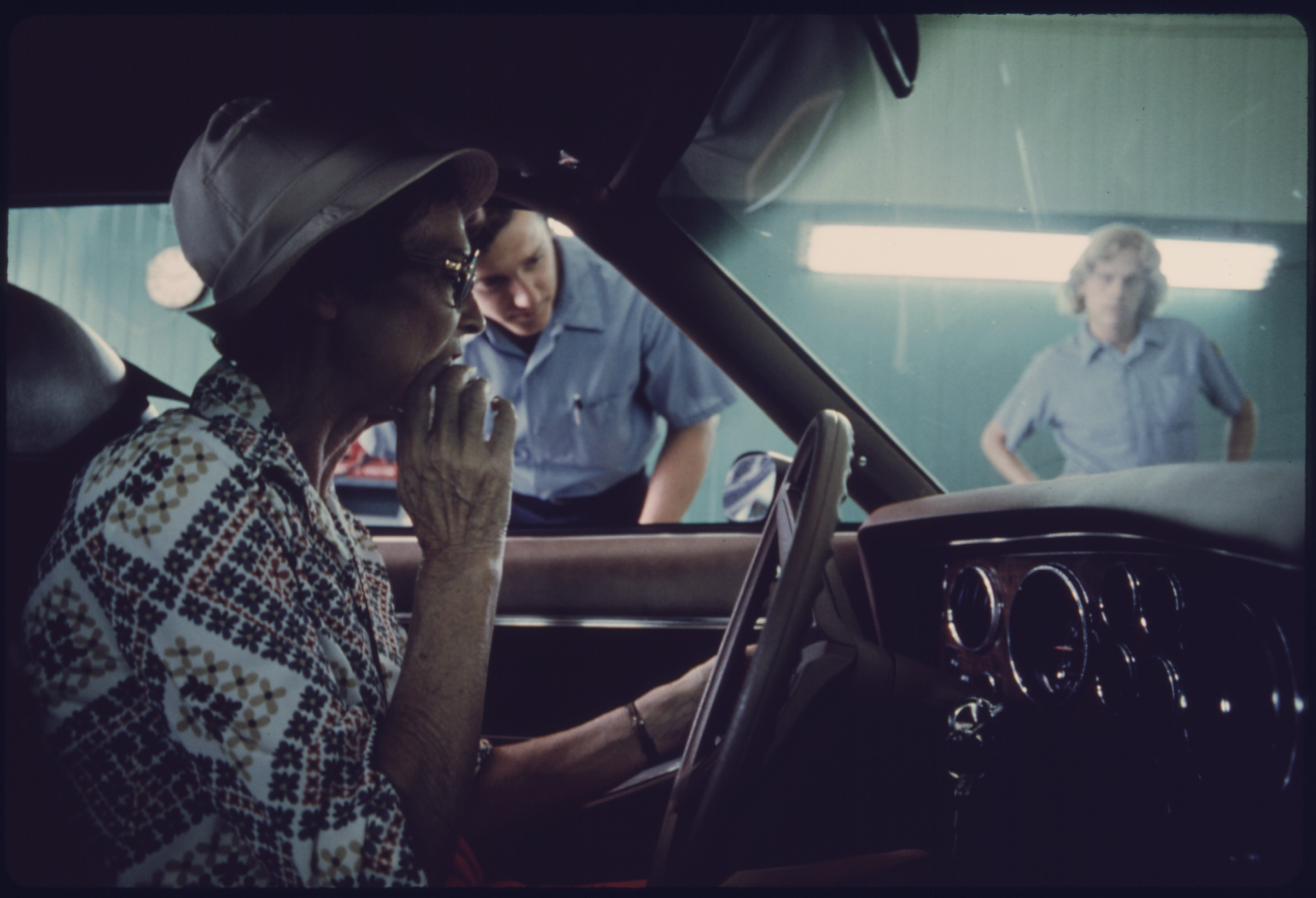
Contrôle des émissions automobiles, Norwood, Ohio en 1975.

En 1973, les membres du Big Three (Chrysler, Ford Motor Company et General Motors) ainsi que Toyota ont reçu de l'EPA l'ordre d'arrêter l’utilisation de la température ambiante pour invalider les contrôles de pollution à basse température. Les fabricants d'automobile ont accepté de cesser d'utiliser cette indication de température de cette manière que l'EPA considérait comme une violation de la réglementation du Clean Air Act, tout en insistant que le mécanisme n'était pas un dispositif d'invalidation dont le but aurait été de se soustraire à la réglementation. Ces sociétés automobiles soutenaient que ces dispositifs amélioraient la performance du moteur réduisant ainsi la pollution. L'ordre de l'EPA affecte 2 millions de véhicules du modèle de l'année 1973 en cours de production, mais n'a pas nécessité un rappel des véhicules déjà en circulation.
En 1973, Volkswagen a d'abord caché à l'EPA l'existence d'interrupteurs avec détecteurs de température qui désactivaient partiellement les systèmes de contrôles d'émission sur 25 000 voitures. Pour mettre fin à une plainte de l'EPA, le constructeur a accepté de payer 120 000 dollars sans toutefois avoir à admettre avoir fraudé. En 1974, Volkswagen présente officiellement les mêmes dispositifs dans sa candidature aux tests de l'EPA. L'organisme refuse alors le passage des voitures, et Volkswagen retire finalement les interrupteurs.

### Années 1990

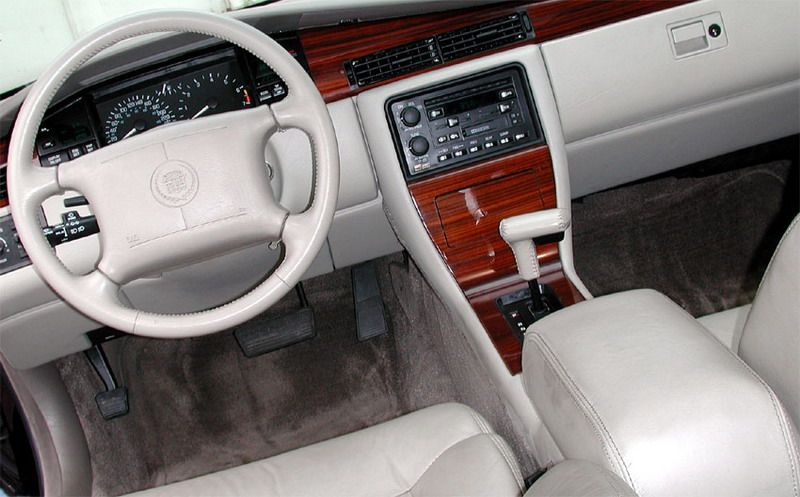
Cadillac Seville modèle 1995. Les émissions n'étaient plus contrôlées lorsque le chauffage ou la climatisation étaient allumés.

En 1995 General Motors a reçu l'ordre de faire rappeler  470 000 véhicules d'un modèle de Cadillac des années 1991 à 1995 et a payé une amende de 11 millions de dollars pour avoir programmé dans l'unité de commande électronique (dénommé electronic control unit (ECU) en langue anglaise) du véhicule l'enrichissement du rapport air/combustible à chaque fois que l'air conditionné ou le chauffage fonctionnait, puisque les essais de l'EPA sont réalisés lorsque ces systèmes sont éteints. L'enrichissement du mélange était rendu nécessaire pour répondre au problème de motorisation, générant une augmentation des émissions de l'ordre de 10 grammes de monoxyde de carbone (CO) par distance d'un mile, soit presque trois fois la limite des 3,4 grammes par mile parcouru. Alors que l'EPA et le département de la Justice des États-Unis ont considéré que General Motors avait intentionnellement violé les normes d’émission, l'entreprise a considéré que cela était sujet à interprétation. En plus de l'amende (la seconde plus importante délivrée au titre du Clean air act), General motors a été contraint d'investir 34 millions de dollars pour combler sa faute en programmes anti-pollutions. 470 000 Cadillac de l'époque 1991-1995, dont les modèles Eldorado, Fleetwood, DeVille et Seville, ont dû être rappelées. La seule amende plus forte infligée par la même loi s'élève à 11,1 millions de dollars, payés par le fabricant de matériel Louisiana-Pacific.
En 1996, Ford a accepté d'investir 7,9 millions de dollars pour éviter un procès à la suite de la découverte d'un dispositif d'invalidation sur 60 000 véhicules d'un modèle de l'année 1997 Econoline qui utilisait une stratégie de contrôle électronique sophistiquée conçue pour améliorer l'économie de carburant, invalidant les contrôles d'émission des NOx (oxyde d'azote) lorsque les véhicules étaient conduits à des vitesses d'autoroute, une circonstance qui ne se produit pas durant les essais en laboratoire où est vérifiée la conformité aux seuils réglementaires d'émissions.
En 1998, Honda a convenu d'un accord avec l'EPA les contraignant à étendre les garanties et offrir des services libres pour les possesseurs de 1,6 million de voitures des modèles des années 1995, 1996 et 1997 Acura, Accord, Civic, Prelude et Odyssey. Honda avait invalidé un témoin d'alarme, d'alerte et/ou de signalisation moteur qui aurait sinon conduit les conducteurs à une réparation. Honda a dû dépenser un total de 267 millions de dollars en garanties, services et projets de réduction de pollution, et 12,6 millions de dollars en amendes civiles.
En 1998 l'EPA a annoncé des amendes pour un total de 83,4 millions de dollars à l'encontre de sept fabricants de poids lourds, la plus importante amende à ce jour, pour avoir invalidé les essais en coupant les contrôles d'émission durant la conduite sur autoroute alors que le véhicule semblait être conforme aux normes durant les essais en laboratoire. Les sept, Caterpillar, Cummins, Detroit Diesel, Mack Trucks, Navistar International, Renault Trucks, et Volvo Trucks, ont aussi accepté de payer plus de 1 milliard de dollars pour corriger le problème. Ces camions étaient dotés d'un logiciel d'ECU conçu pour n'enclencher la réduction de la pollution que durant les vingt minutes des essais en laboratoire pendant lesquels était vérifiée la conformité au Clean Air Act. Les émissions n'étaient plus contrôlées lors de la circulation normale sur autoroute, émettant jusqu'à trois fois le seuil maximum autorisé d'oxyde d'azote.

### Années 2010
Au milieu de l'année 2015, l'EPA annonce que le logiciel utilisé dans des millions de véhicules diesel TDI du groupe Volkswagen Group inclut des fonctionnalités dont le but est d'invalider les résultats des essais en laboratoire. 11 millions de véhicules (dont 600 000 aux États-Unis) sont concernés.
En juin 2017, 774 000 véhicules diesel Mercedes (majoritairement des fourgons Vito) équipés de logiciels truqués doivent être rappelés en Europe.
En octobre 2018, un total de 95 000 voitures (dont certaines déjà mises à jour) Opel de modèles Cascada, Insignia et Zafira de norme Euro 6 équipées de logiciels truqués doivent être rappelées en Europe à la suite de perquisitions après que le constructeur ait nié utiliser des logiciels non conformes.
À la suite de ce scandale, le plus grand incident de l'histoire lié aux dispositifs d'invalidation, le 20 septembre 2017, au Japon, l'avis public stipulant les détails des normes de sécurité des véhicules routiers a été à nouveau révisé, et l'utilisation de dispositifs d'invalidation a été interdite pour toutes les voitures particulières, quel que soit le type de carburant, la capacité de charge ou la cylindrée.

### Années 2020
Au sens du règlement délégué (UE) 2021/1244 du 20 mai 2021, « les opérateurs ne sont pas considérés comme exerçant une activité commerciale légitime lorsqu’ils préconisent ou proposent des opérations de réparation ou d’entretien qui auraient une incidence négative sur les performances en matière d’émissions du véhicule. Ces opérations sont notamment les suivantes :
a) désactiver ou retirer des dispositifs de maîtrise de la pollution ou des systèmes de contrôle des émissions, ou dégrader leurs performances ou dissimuler leur fonctionnement défectueux ;
b) installer des dispositifs d’invalidation ou mettre en place des stratégies d’invalidation ;
c) neutraliser, retirer ou modifier des dispositifs de surveillance de la consommation de carburant ou d’énergie électrique, ou manipuler le compteur kilométrique ;
d) modifier l’unité de commande du moteur, y compris la puissance nominale du moteur. ».